# 아시아 댄스 오디션

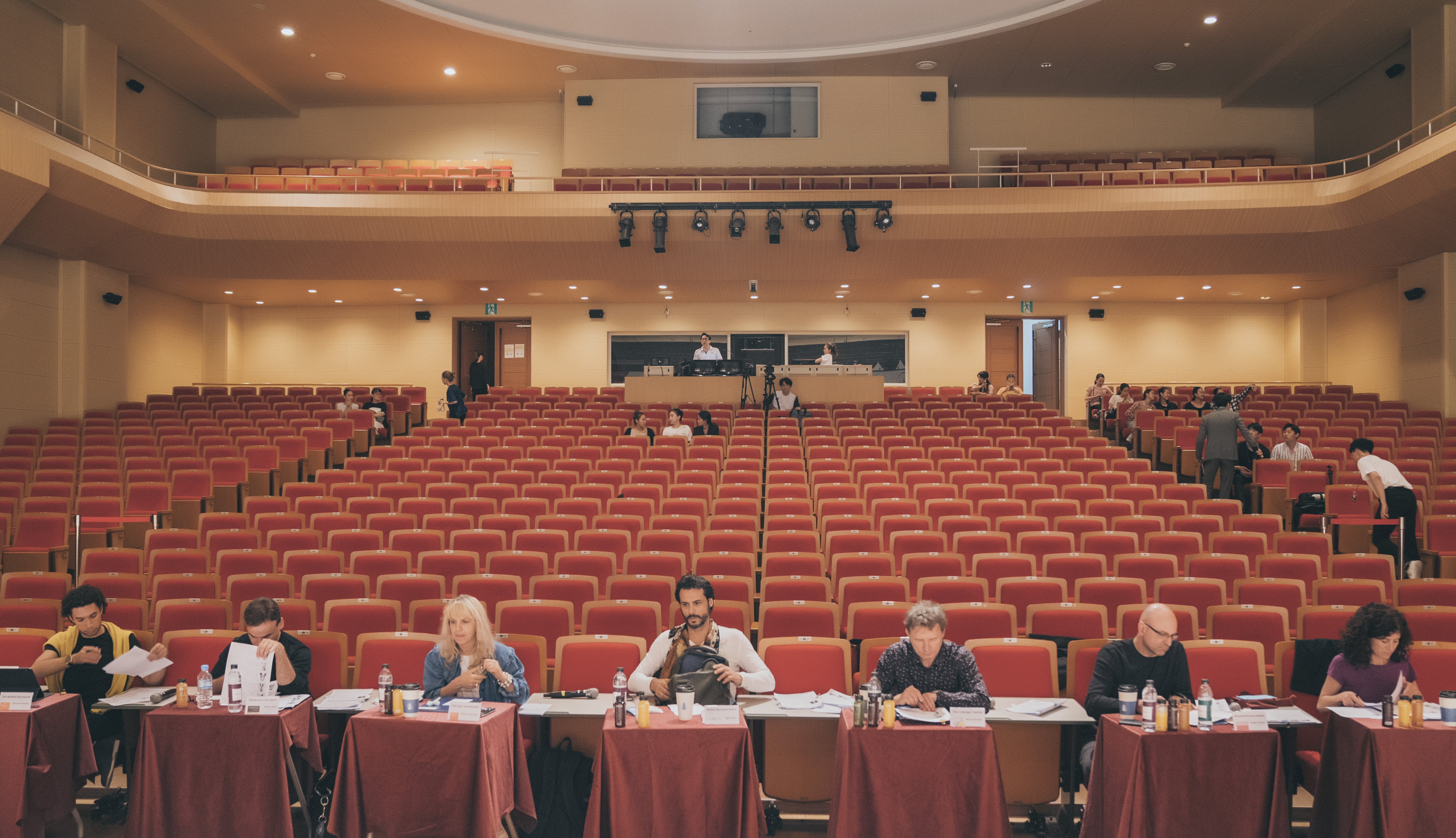
Judges of Asia Dance Audition 2019

아시아 댄스 오디션은 아시아에서 가장 크게 열리는 국제 발레& 컨템포러리 무용단 오디션으로, 2일 간 아시아 국가에서 열린다. 아시아인을 포함한 다양한 국적의 무용수들이 참가한다.
<한국에서 보는 해외 무용단 합동 오디션>을 강조한다.
주식회사 댄스플래너가 2018년부터 개최하였으며, 많은 해외무용단과 국내외 무용수들에게 호의적인 반응을 얻고 있다.
5곳 이상의 글로벌 무용단이 참가하여 재능 있는 무용수를 발탁한다.

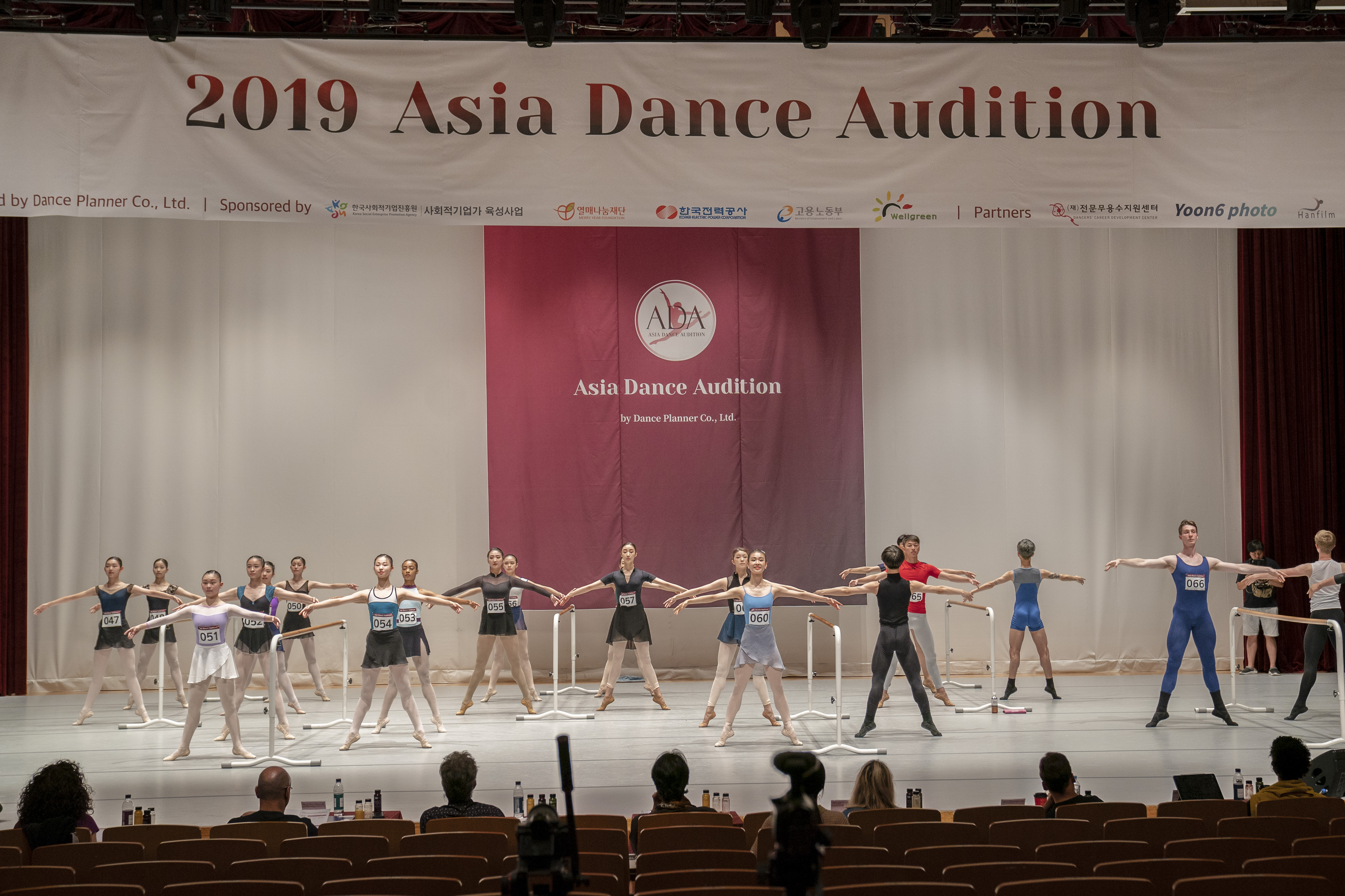
1st round of Asia Dance Audition

## 오디션 과정
< 2020년 기준 >

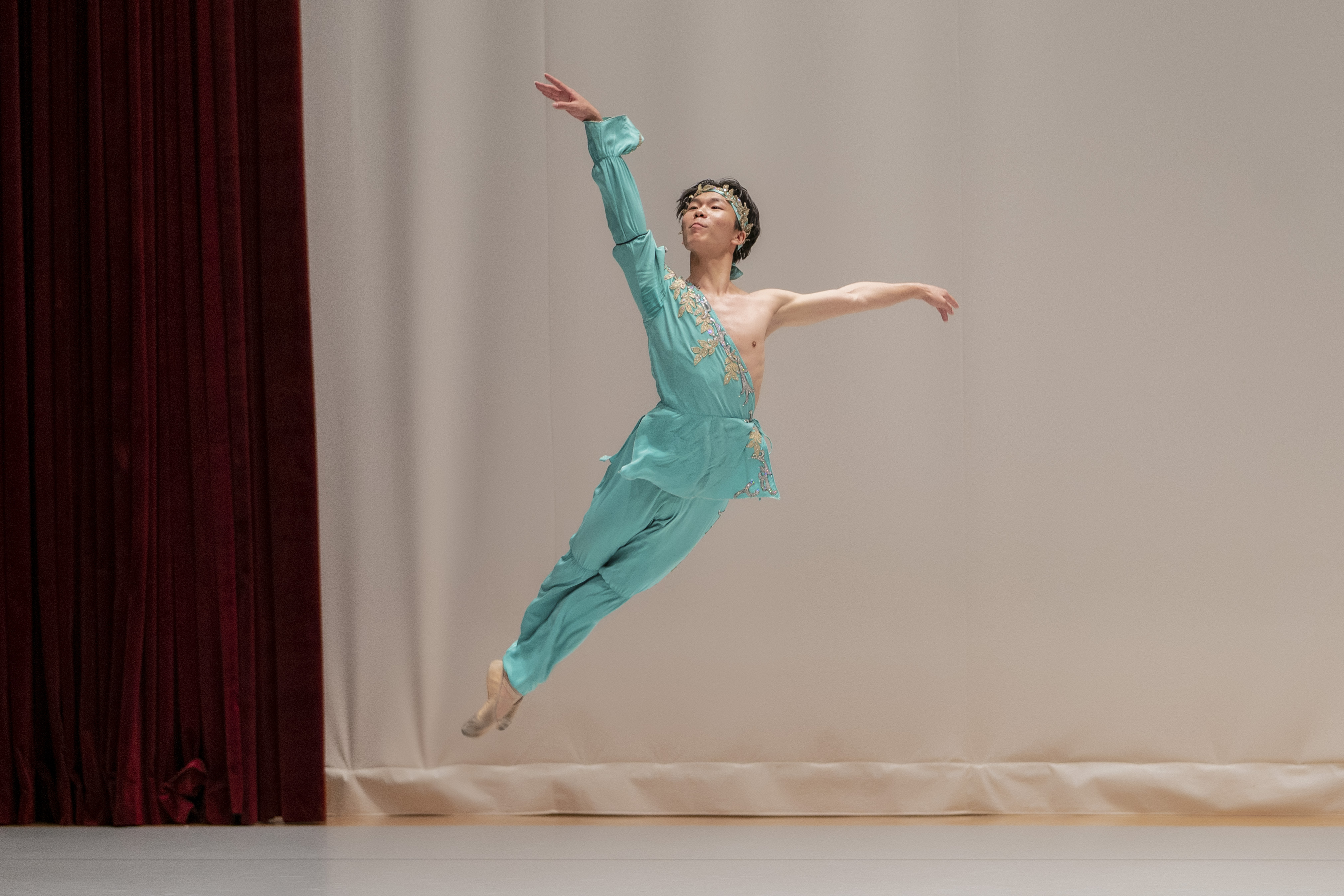
2nd round of Asia Dance Audition

1. 서류& 비디오 심사 : 합격자에게 오디션 초대장 발부
2. 1라운드 : 클래식 발레 바리에이션 - 2분 이내의 자유 작품 (탈락자 없음)
3. 2라운드 : 컨템포러리 바리에이션 - 2분 이내의 자유 작품
4. 추가 라운드 : 무용단의 색에 맞는 인재를 찾기 위한 과정. 단장 별 그룹 클래스 시간이 주어지며 2라운드에 통과된 무용수가 참여한다.
** 1라운드 전 오픈 클래스(바/센터)가 진행된다. 오픈 클래스는 자율적으로 참여할 수 있으며, 클래스 진행 중 단장들이 무용홀에 자유롭게 드나들며 클래스를 지켜볼 수 있다.
< 2019년 기준 >
1. 서류& 비디오 심사 : 합격자에게 오디션 초대장 발부
2. 1라운드 : 바&센터 - 클래스 오디션 (탈락자 없음)
3. 2라운드 : 바리에이션 라운드 - 클래식 또는 컨템포러리 작품 중 자신이 선택한 자유작품 한 개를 무대에서 선보인다.
4. 추가 라운드 : 무용단의 색에 맞는 인재를 찾기 위한 과정. 단장 별 그룹 클래스 시간이 주어지며 2라운드에 통과된 무용수가 참여한다.

## 히스토리

### 2018년 8월, 제 1회
참가 무용단 : 캐나다 로얄 위니팩 발레단, 크로아티아 스플릿 국립발레단, 독일 하겐 발레단, 스페인 카탈루냐 발레단, 폴란드 브로츠와프 발레단, 체코 DJKT 발레단 보관됨 2019-08-26 - 웨이백 머신, 체코 올로모츠 발레단 보관됨 2018-12-12 - 웨이백 머신
결과 : https://asiadanceaudition.com/Archive/?q=YToxOntzOjEyOiJrZXl3b3JkX3R5cGUiO3M6MzoiYWxsIjt9&bmode=view&idx=1719999&t=board

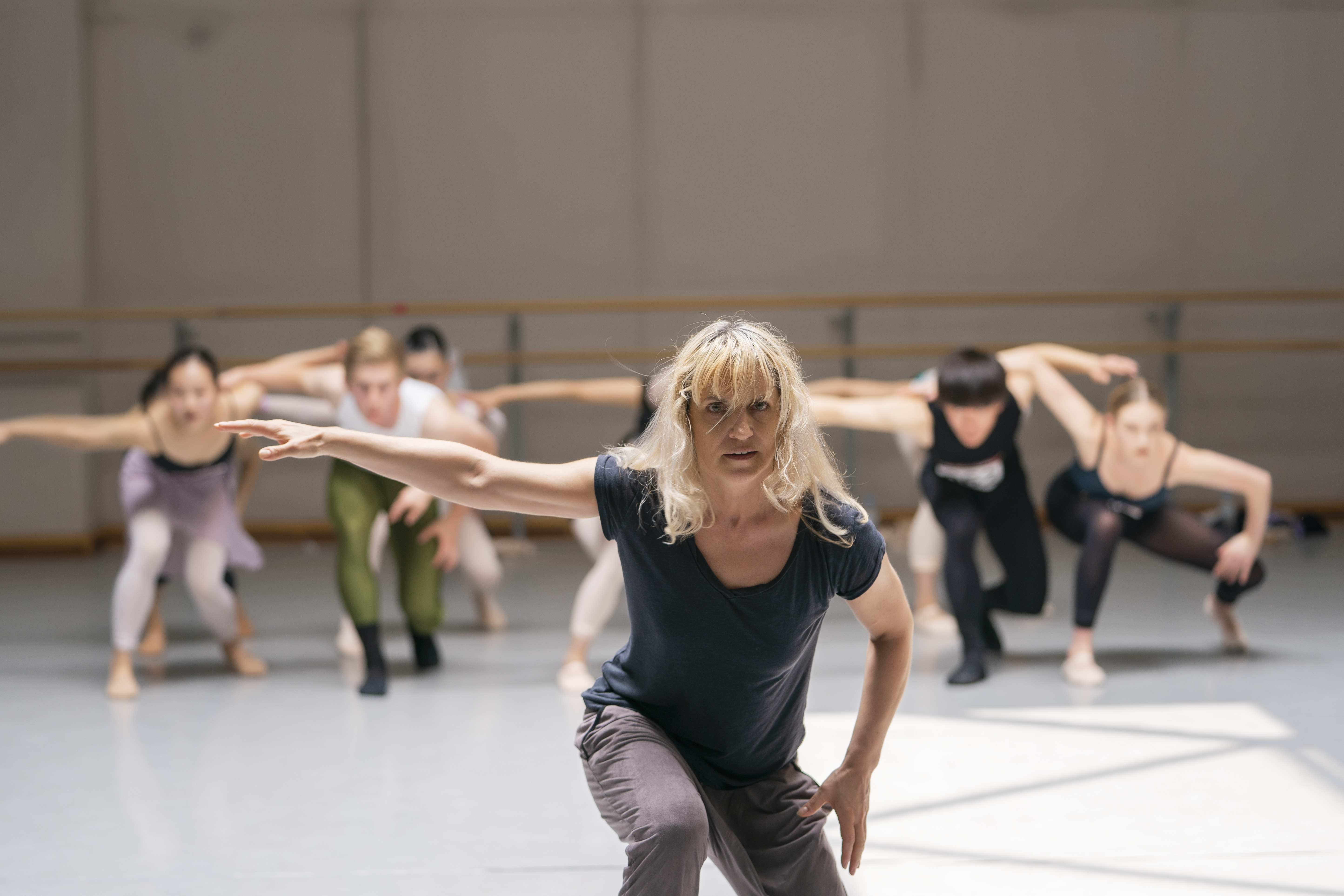
Additional round of Asia Dance Audition with Silvana Schröder

### 2019년 7월, 제 2회
참가 무용단 : 미국 오클라호마시티 발레단, 독일 라이프치히 발레단 보관됨 2020-08-10 - 웨이백 머신, 우루과이 국립발레단, 크로아티아 리예카 국립발레단, 독일 도르트문트 발레단, 독일 튀링겐 발레단(게라 발레단), 독일 브레머하펜 발레단.

결과 : https://asiadanceaudition.com/Archive/?q=YToxOntzOjEyOiJrZXl3b3JkX3R5cGUiO3M6MzoiYWxsIjt9&bmode=view&idx=2130329&t=board

### 2020년 제 3회

#### 5월, 아시아 댄스 오디션-발레
2020년 발레 무용단 오디션
체코 브르노 국립발레단과 슬로베니아 국립발레단, 미국 밀워키 발레단, 폴란드 브로츠와프 발레단, 독일 브레머하펜 무용단이 참가를 앞두고 있었으나, 코로나19 바이러스의 유행으로 무기한 연기되었다.

#### 9월, 아시아 댄스 오디션-컨템포러리

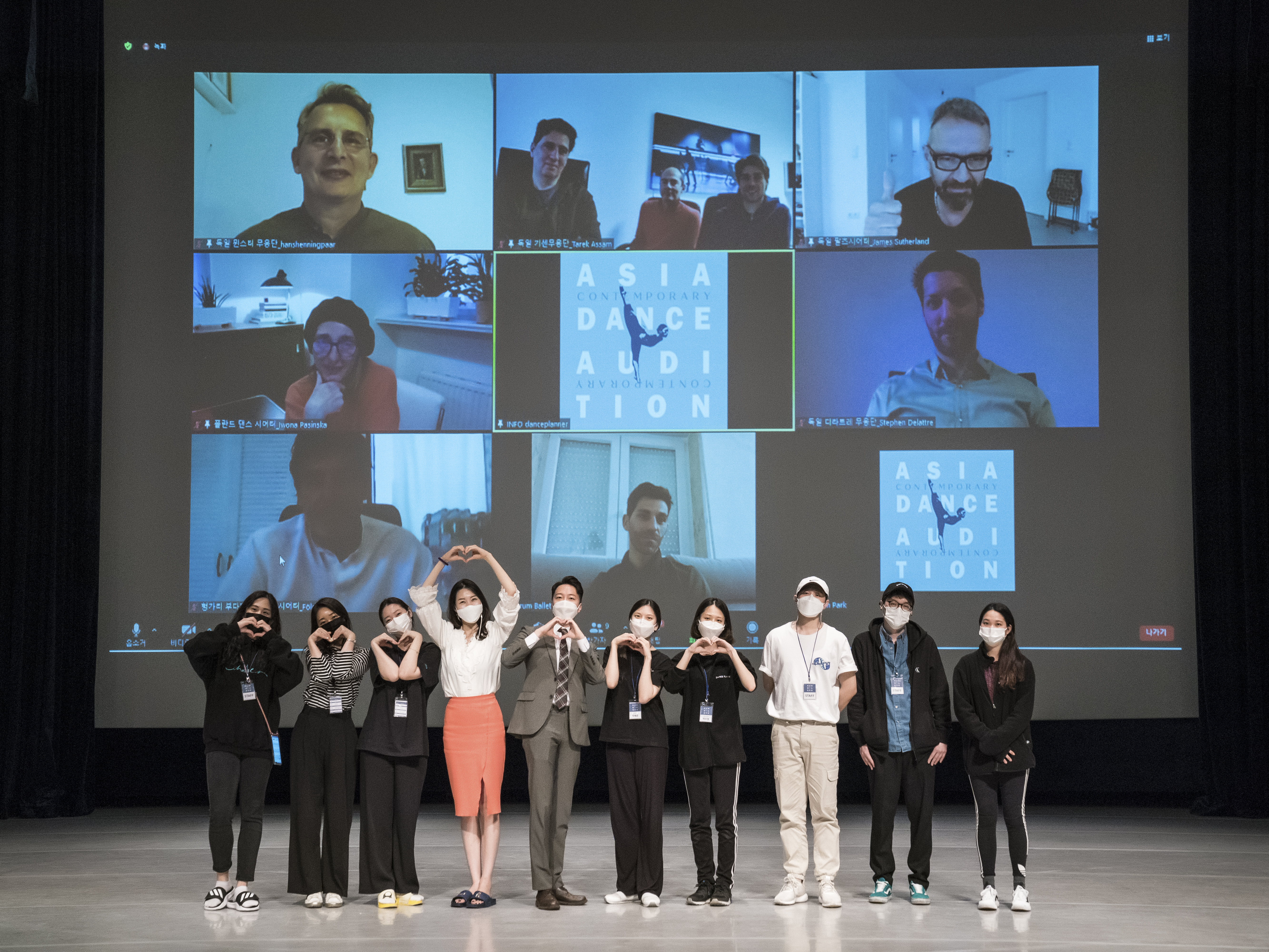
2020 아시아 댄스 오디션 스텝진과 심사위원 기념사진

현대무용단 오디션
'사단법인 한국무용협회' 산하의 '코리아국제현대무용콩쿠르조직위원회'과 함께 컨템포러리 무용단 (현대무용단) 취업을 목적으로 한 "아시아 댄스 오디션-컨템포러리(ADAC)"와 "코리아 국제 현대무용 장학워크샵" 공동 개최. 해당 두 행사는 코로나19의 영향으로 세계 최초, 실시간 비대면 환경에서 진행되었다.
참가 무용단: 독일 기센 무용단, 독일 디라트레 무용단, 독일 뮌스터 댄스 시어터, 독일 팔츠시어터 무용단, 포르투갈 쿼럼발레, 폴란드 댄스 시어터, 헝가리 부다페스트 댄스 시어터
결과:  https://asiadanceaudition.com/Archive/?q=YToxOntzOjEyOiJrZXl3b3JkX3R5cGUiO3M6MzoiYWxsIjt9&bmode=view&idx=5057297&t=board

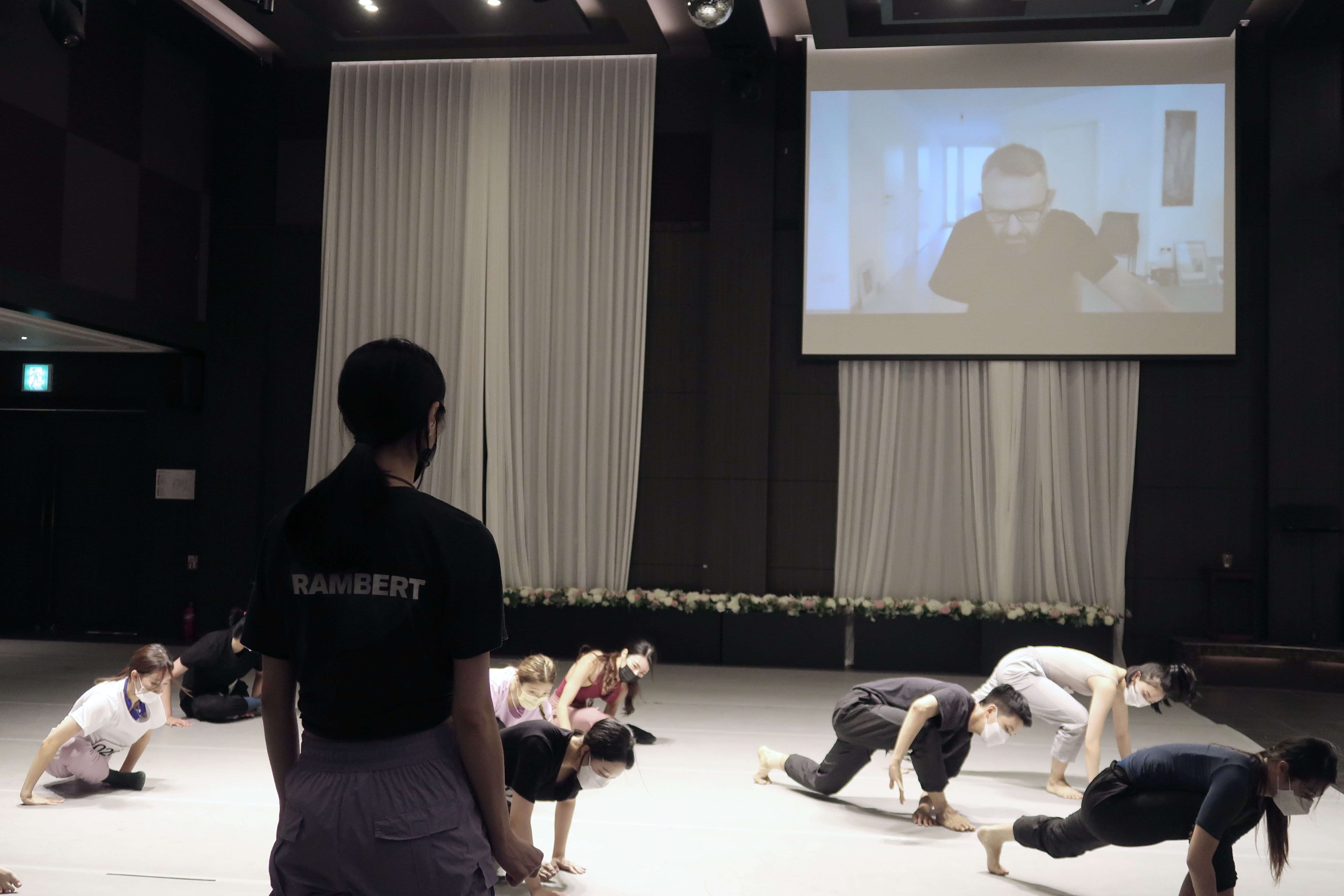
2020 코리아 국제 컨템포러리 워크숍 (독일 팔츠시어터 무용단장, 최수진 무용가)

#### 9월, 코리아 국제 현대무용 장학워크샵
참가 무용단: 독일 뮌스터 댄스 시어터, 독일 팔츠 댄스 시어터, 폴란드 댄스 시어터, 헝가리 부다페스트 댄스 시어터
지도위원: 최수진 무용가(SoojinchoiDance), 이선태 무용가(STL Art Project)
결과: https://asiadanceaudition.com/Archive/?q=YToxOntzOjEyOiJrZXl3b3JkX3R5cGUiO3M6MzoiYWxsIjt9&bmode=view&idx=5078724&t=board